# Stejnokřídlí
Stejnokřídlí (Homoptera) jsou bývalý řád hmyzu, který byl nově zařazen, spolu s plošticemi (Heteroptera), do řádu polokřídlí (Hemiptera). Kdysi byl rozdělen na několik podřádů, ze čtyř podřádů byly učiněny nadčeledi a křísi zůstaly podřádem. Patří mezi ně:
- molice,
- mšice,
- mery,
- červci,
- křísi,
- pěnodějky,
- cikády.

## Charakteristika
Stejnokřídlí mají dva páry křídel, které jsou střechovitě složené nad zadečkem. Živí se sáním rostlinných šťáv na různých místech rostliny (listech,květech, atd..) Často se setkáváme s neotenií, která je spojená s apterií, někteří jedinci jsou proto bezkřídlí. Stejnokřídlí mají na zadečku voskové žlázy.
Všichni stejnokřídlí jsou rostlinní paraziti, kteří se živí sáním rostlinných šťáv. Sáním poškozují rostlinná pletiva a jsou také vektory rostlinných viróz, způsobují proto značné škody v zemědělství. Nevyužitá cukerná složka potravy je vylučována ve formě medovice, kterou se živí mravenci nebo včely.
Mají složité vývojové cykly, zvláště u mšic se setkáváme s heterogonií, jednotlivé generace mají odlišnou stavbu těla, v pohlavním cyklu není vzácností partenogeneze.
Mají proměnu nedokonalou (vajíčko, larva, dospělec) a jejich proměna trvá od 2 dnů do 17 let (některé druhy severoamerických cikád).
Pěnodějky vynikají schopností extrémně dlouhých skoků a zároveň i extrémního přetížení, které při nich dokážou zvládnout.